# 张九钺
张九钺（1721年10月20日—1803年11月3日），字度西，号紫岘，湖南省长沙府湘潭县人，清朝中期官吏、文学家。:40

## 生平
1721年10月20日（康熙六十年），张九钺出生在湖南省长沙府湘潭县县城陶园。:4012岁登采石矶太白楼赋诗，袁枚称之为“太白后身”。:401741年（乾隆元年），张九钺成为贡生。:401762年（乾隆二十七年）考中举人。:401764年（乾隆二十九年）出任江西南丰知县，之后任始兴、保昌、海阳等地知县。:401779年（乾隆四十年）辞职，漫游在河南省的嵩山、洛阳、偃师、巩县等地。:40晚年，张九钺回到家乡，在昭潭书院讲学。:401803年11月3日，张九钺在家里去世。:40

## 家庭
张九钺哥哥张九鈞是雍正年间官吏，著有《甄斋诗集》；张九健是乾隆时期官吏，著有《漱石园诗集》《漱石园文集》；弟弟张九鐔也是乾隆时期官吏，著有《古文尚书考》《明堂考》《竹书纪年考证》《孙子评》《笙雅堂集》等；张九鎰也是乾隆时期官吏，著有《香桂园诗集》。:40

## 著作
- 《陶园文集》
- 《陶园诗集》
- 《陶园诗余》
- 《历代诗话》
- 《山川考略》
- 《依永集》
- 《六如亭》
- 《晋南随笔》
- 《峡江县志》
- 《永宁志》
- 《偃师志》
- 《束鹿县志》
- 《巩县志》

## 评价
邓显鹤：“先生名在当世，当世颂其诗，推为乾隆时一大宗。”:40
王闿运：“以诗名天下，推为湖外一人。”:40